# Juli Honori
Juli Honori (en llatí Iulius Honorius) va ser un escriptor i geògraf romà.
El seu nom apareix a una obra geogràfica titulada Iulii Honoii Oratoris Excerpta quae ad Cosmographiam pertinend, en la qual dividia el món en quatre oceans (Oriental, occidental, nord i sud, o Oceanus Orientalis, Occidentalis, Septentrionalis, Meridianus) i donava una llista d'illes, muntanyes, províncies, ciutats, rius i nacions. Només es coneix l'obra, publicada tardanament, però de l'autor no es coneix cap detall, si bé és pràcticament segur que és el mateix personatge que Cassiodor anomena Juli l'Orador (Julius Orator) que va col·laborar en la redacció de l'Itinerari d'Antoní i a la cosmografia d'Híster Ètic, una compilació en molts llocs idèntica a la de Juli Honori.